# Lukî, Sambir
Lukî (în ucraineană Луки) este localitatea de reședință a comunei Lukî din raionul Sambir, regiunea Liov, Ucraina.

## Demografie
Componența lingvistică a localității Lukî
     Ucraineană (99,57%)
     Alte limbi (0,32%)
Conform recensământului din 2001, majoritatea populației localității Lukî era vorbitoare de ucraineană (99,57%), existând în minoritate și vorbitori de alte limbi.